# 商衍瀛
商衍瀛（1871年6月11日—1960年），號雲亭，又号蕴汀，男，广东廣州番禺人，屬漢軍正白旗。

## 生平
光绪甲午科順天鄉試第184名舉人，二十九年（1903年）癸卯科进士，殿试二甲第十八名。同年闰五月，改翰林院庶吉士，散館授編修。工书法。曾为皇后婉容之师。宣统元年（1909年）任京师大学堂高等科监督。民国初曾参与《清史稿》的编写，任协修。
溥仪《我的前半生》中曾提到：“我在婚礼之后，挑选了几个我认为最忠心的，最有才干的人，作为我的股肱之臣。这就是郑孝胥、温肃、柯劭忞、王国维、商衍瀛等，分别给予南书房行走等官衔”、“我（溥仪）欲借日本之力必得关东之心。因此，我就从奉系里寻找张作霖的旧头目们，为我复辟使用。有个叫商衍瀛的遗老，是广东驻防旗人，从前做过翰林，当时是东北红字会的名人，这时出来给我活动奉系的将领。因为张学良已明白表示了要与蒋介石合作，所以商衍瀛进行的活动特别诡秘。简要地说，这个活动并没有结果。”
曾为张勋的文案。1932年任满洲国执政府秘书兼内务官，1934年任宫内府内务处长。中华人民共和国成立后，担任中央文史馆馆员，曾担任副馆长。在《文史资料》中发表过《珍妃其人》一文。

## 家族
叔商廷修，光緒進士。弟商衍鎏，为末科探花。其侄（弟衍鎏子）商承祚为文字学家。